# Roman Bellic
Roman Bellic is een hoofdpersonage uit het computerspel Grand Theft Auto IV van ontwikkelaar Rockstar North uit 2008. Hij is de deuteragonist van het verhaal en de neef van protagonist Niko Bellic. Zijn stem werd ingesproken door Jason Zumwalt.

## Personage
Roman Bellic is een Serviër en hij is bij de start van het spel 31 jaar oud. Roman leeft al vijftien jaar in Liberty City, waar het spel zich afspeelt. De moeder van Roman was uit haar huis gesleept door vijandige soldaten tijdens de oorlog, en vermoord. Roman beweert aan zijn familie dat hij twee vrouwen heeft, vier jacuzzi's en vijftien sportauto's. Maar in de realiteit heeft hij maar een klein appartement en een slecht boerend taxibedrijf in de borough Broker.
Roman lokt in feite Niko naar de stad met deze leugen. Niko moet zijn neef helpen, Roman heeft een enorme schuldenberg. Hij staat in het krijt bij verscheidene mensen in de stad, zoals de Russische maffia van Mikhail Faustin en Vladimir Glebov vanwege een gokverslaving. Roman is optimistisch en beweert dat hij in het proces is om de American Dream te hebben. Hij arriveerde in Liberty City met niets, maar hij werkte en spaarde geld om een taxi te kopen. Wanneer hij genoeg geld had kocht hij de firma, waar hij voor een jaar leefde omdat hij nog aan het sparen was voor zijn appartement. Hij heeft een vriendin, Mallorie waarmee hij wil trouwen.
Later in het spel is zijn appartement en firma verwoest door de Russische maffia met als resultaat dat hij een nieuwe bouwt in Bohan met het verzekeringsgeld. Hij wordt dan ontvoerd nadat hij een gokspel verloor. Het blijkt een val te zijn van Dimitri om Niko te lokken en hem te vermoorden, maar hij faalt en de neven ontsnappen. Uiteindelijk koopt hij een dakwoning in Algonquin. Nadat de speler zijn relatie met Roman hoog genoeg is, kan de speler zijn of haar gsm gebruiken en Roman een taxi te laten sturen om Niko gratis waar hij maar wilt afzetten.
Soms stuurt Roman een taxi, en soms niet omdat hij er geen meer heeft. De chauffeur is heel onbeleefd tegen Niko, en klaagt dat hij hiervoor niet betaald wordt.
Op het einde, overtuigt hij Niko om een deal te sluiten met Dimitri Rascalov vanwege het geld. Als Niko kiest om wraak te nemen, huwt Roman Mallorie en helpt hij Niko om wraak te nemen op Jimmy Pegorino nadat hij Kate McReary heeft vermoord. Als Niko kiest om de deal te sluiten, wordt Roman onvermijdelijk vermoord op zijn huwelijk door een huurmoordenaar van Dimitri. In beide gevallen, wordt er onthuld dat Mallorie zwanger is van Roman.

## Trivia
- Naast zijn grote bijdrage aan de originele Grand Theft Auto IV heeft het personage ook een kleine rol in Grand Theft Auto IV: The Lost and Damned (waarin hij door Johnny Klebitz gekidnapt wordt) en in Grand Theft Auto: The Ballad of Gay Tony (waarin hij samen met Brucie Kibbutz de nachtclub Maisonette 9 bezoekt).
- Romans 'obsessie' voor bowling is op termijn tot een internetmeme uitgegroeid binnen de community van de Grand Theft Auto-fans. Wanneer hij Niko belt om samen een activiteit te gaan doen, blijkt dat namelijk meestal bowling te zijn, en vaak betreft het ook darts of drinken.